# Mycoplasma felis
Mycoplasma felis è una specie di batterio appartenente alla famiglia delle Mycoplasmataceae. Causa l’anemia respiratoria felina, che infetta, oltre a gatti e felini vari, anche rettili e l’uomo. Vive nelle mucose respiratorie e non sopravvive molto senza un ospite. Può causare fame d’aria o tachipnea, inoltre nelle ultime vie respiratorie può causare piressia (febbre). Se il batterio si stabilisce nelle mucose oculari, può causare congiuntivite.